# Ossau-Iraty

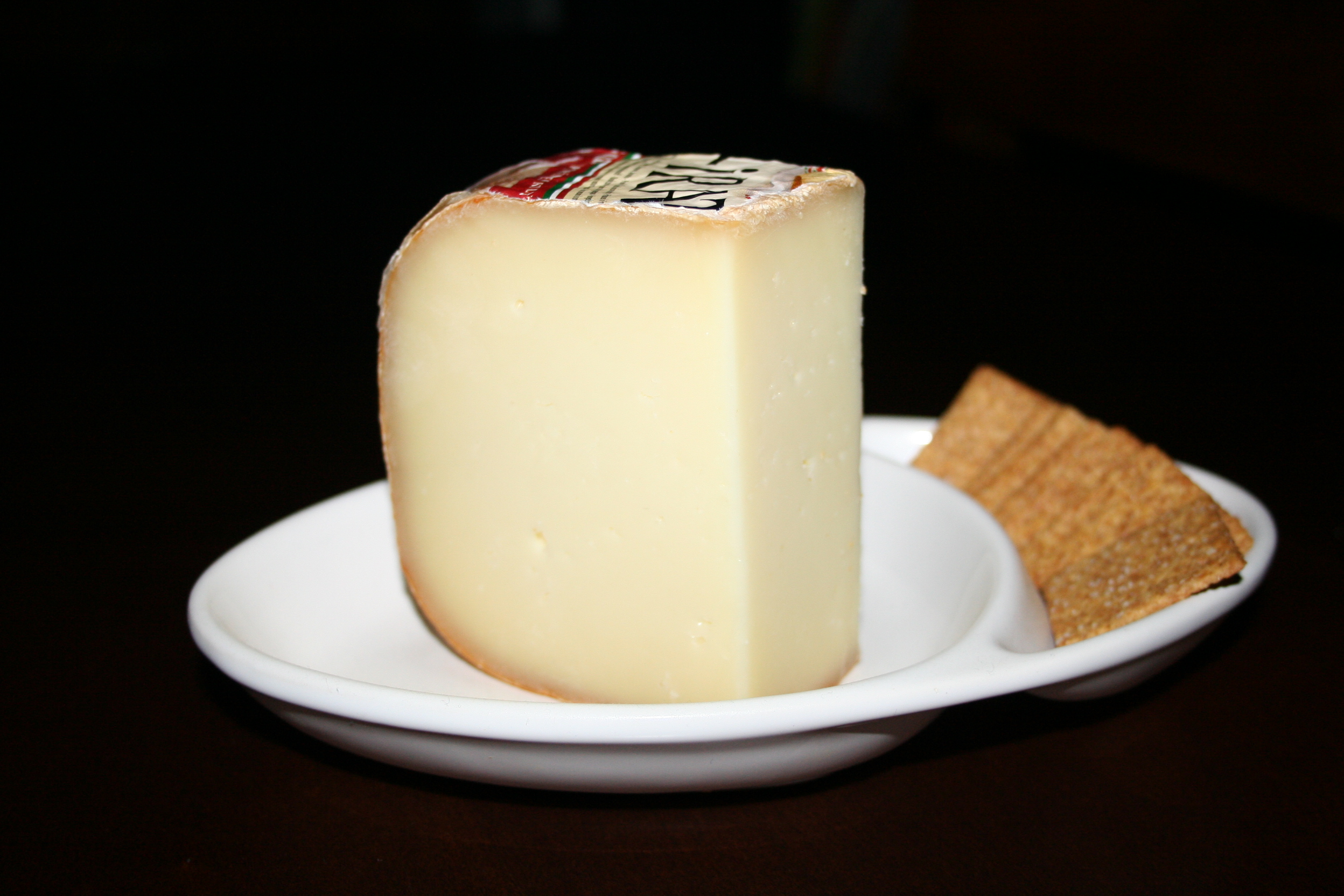
Ossau-Iraty

Ossau-Iraty (früherer Name: Ossau-Iraty Brebis-Pyrénées) ist ein französischer Schnittkäse aus Schafmilch mit geschützter Ursprungsbezeichnung.

## Herkunft und Verbreitung
Die Heimat des Ossau-Iraty ist das Béarn und das Baskenland im äußersten Südwesten Frankreichs mit dem Département Pyrénées-Atlantiques und einem kleinen Teil des Départements Hautes-Pyrénées.

## Ursprungsbezeichnung
Die französische Regierung hatte gemäß Artikel 9 der Verordnung (EWG) Nr. 2081/92 beantragt, die Bezeichnung „Ossau-Iraty Brebis-Pyrénées“, die mit der Verordnung (EG) Nr. 1107/96 vom Juni 1996 als geschützte Ursprungsbezeichnung eingetragen wurde, in „Ossau-Iraty“ zu ändern. Mit der Verordnung (EG) Nr. 1660/2003 vom September 2003 wurde die geschützte Ursprungsbezeichnung „Ossau-Iraty Brebis-Pyrénées“ durch „Ossau-Iraty“ ersetzt.

## Merkmale
Der Ossau-Iraty (AOC) hat die Form eines geraden oder leicht konvexen Zylinders mit einem Durchmesser von 18–28 cm und einer Höhe von 7 bis 15 cm. Sein Gewicht schwankt in der Regel zwischen 2 und 7 kg, je nach Größe. Als Bauernkäse darf er bis zu 7 kg wiegen. Als Petit Ossau-Iraty bringt die kleine Variante 2 bis 3 kg auf die Waage. Der Käse hat eine dicke, orangegelbe bis graue Rinde, der Teig ist glatt und weiß sowie von fester Konsistenz.

## Herstellung
Der Ossau-Iraty wird traditionell hergestellt. Die rohe Vollmilch der Manech- oder Basco-Béarnaiser Schafe  wird innerhalb von 48 Stunden mit Lab versetzt. Das Dicklegen darf ausschließlich durch Labbeigabe erfolgen und niemals durch andere Enzyme. Der Bruch wird mit einem Quirl gerührt und manuell oder maschinell in Formen gefüllt und gepresst. Die Laibe werden mit grobem Salz gesalzen und mindestens 3 Monate bei Temperaturen von unter 12 °C und einer Luftfeuchtigkeit von über 80 % gereift. Der Käse wird ganzjährig angeboten, hat dann aber meist einen unterschiedlichen Reifegrad.

## Aroma
Der Ossau-Iraty hat einen nussartigen, pflanzlichen Geschmack mit einem dezenten Schafaroma und riecht kaum. Sein Fettgehalt beträgt 50 % i. Tr.

## Verwendung
Ossau-Iraty wird in seiner Heimat von Schäfern und Bauern traditionell als zweites Frühstück gegessen. Er eignet sich als Dessert-Käse. So passt er auch auf die Käseplatte und schmeckt zu frischem Brot. In Frankreich isst man ihn oft zusammen mit Kirschmarmelade. Mit zunehmender Reife lässt er sich hervorragend reiben und eignet sich daher auch zum Überbacken von Gratins sowie als Geschmackszugabe bei Suppen. Die beste Zeit für diesen Käse ist der Frühsommer bis Herbst.

### Getränkeempfehlung
Ossau-Iraty wird meist zu  kräftigen Rotweinen und würzigen Weißweinen aus seiner Heimat Irouléguy gereicht oder nach dem Essen mit Kirschmarmelade gegessen.

## Auszeichnung
2006 und 2011 wurde der Ossay-Iraty von der Fromagerie Agour bei den World Cheese Awards als weltbester Käse ausgezeichnet.